# Mixolophia ochrolauta
Mixolophia ochrolauta là một loài bướm đêm trong họ Geometridae.